# العلاقات الغانية الكورية الشمالية
العلاقات الغانية الكورية الشمالية هي العلاقات الثنائية التي تجمع بين غانا وكوريا الشمالية.

## مقارنة بين البلدين
هذه مقارنة عامة ومرجعية للدولتين:
| وجه المقارنة                                              | غانا         | كوريا الشمالية                        |
| --------------------------------------------------------- | ------------ | ------------------------------------- |
| المساحة (كم2)                                             | 238.53 ألف   | 120.54 ألف                            |
| عدد السكان (نسمة)                                         | 26.91 مليون  | 25.49 مليون                           |
| الكثافة السكانية (ن./كم²)                                 | 112.82       | 211.47                                |
| العاصمة                                                   | أكرا         | بيونغيانغ                             |
| اللغة الرسمية                                             | لغة إنجليزية | لغة كوريا الشمالية القياسية ‏          |
| العملة                                                    | سيدي غاني    | وون كوري شمالي                        |
| الناتج المحلي الإجمالي (بليون دولار)                      | 47.33 مليار  |                                       |
| الناتج المحلي الإجمالي (تعادل القوة الشرائية) بليون دولار | 115.41 مليار |                                       |
| الناتج المحلي الإجمالي الاسمي للفرد دولار أمريكي          | 1.37 ألف     |                                       |
| الناتج المحلي الإجمالي للفرد دولار أمريكي                 | 4.08 ألف     |                                       |
| مؤشر التنمية البشرية                                      | 0.579        |                                       |
| رمز المكالمات الدولي                                      | +233         | +850                                  |
| رمز الإنترنت                                              | .gh          | .kp                                   |
| المنطقة الزمنية                                           | 00           | ت ع م+08:30، ت ع م+08:30، ت ع م+09:00 |

## منظمات دولية مشتركة
يشترك البلدان في عضوية مجموعة من المنظمات الدولية، منها:
| علم المنظمة | اسم المنظمة              | تاريخ انضمام غانا | تاريخ انضمام كوريا الشمالية |
| ----------- | ------------------------ | ----------------- | --------------------------- |
|             | يونسكو                   | 11 أبريل 1958     | 18 أكتوبر 1974              |
|             | الاتحاد البريدي العالمي  | ?                 | ?                           |
|             | الأمم المتحدة            | 8 مارس 1957       | 17 سبتمبر 1991              |
|             | الاتحاد الدولي للاتصالات | 17 مايو 1957      | ?                           |

## وصلات خارجية
- موقع وزارة الخارجية الغانية
- موقع وزارة الخارجية الكورية الشمالية